# Aphthona kuntzei
Aphthona kuntzei es una especie de coleóptero de la familia Chrysomelidae. Fue descrita científicamente por primera vez en 1931 por Roubal.